# Jürgen Patocka
Jürgen Patocka (* 30. Juli 1977 in Wien) ist ein ehemaliger österreichischer Fußballspieler und nunmehriger -trainer.

## Karriere

### Vereinskarriere
Jürgen Patocka begann seine Karriere beim SC Untersiebenbrunn. Als Spieler in der Regionalliga Ost schaffte er vom Floridsdorfer AC zu Jahresbeginn 2001 den Sprung in den Profifußball. In Vorarlberg kämpfte der Verteidiger nun beim SC Austria Lustenau um den Aufstieg in die Bundesliga und stieg bald zum Kapitän auf. Nachdem Jürgen Patocka 2004 mit seiner Mannschaft als Zweiter nur am FC Wacker Tirol gescheitert war, nahm er ein Angebot des Bundesligisten SV Mattersburg an.
Jürgen Patocka war bald eine wichtige Stütze in der Abwehr der Burgenländer und erreichte sowohl 2006 als auch 2007 jeweils mit dem SV Mattersburg das ÖFB-Cupfinale, das jedoch in beiden Fällen an die Wiener Austria ging. Als Entschädigung winkte die erste UEFA-Cup-Teilnahme und für Jürgen Patocka die Einberufung in die österreichische Nationalmannschaft. Am 30. Mai 2007 feierte der Innenverteidiger sein Länderspieldebüt gegen Schottland. Er lieferte ein gutes erstes Spiel ab, wobei er das 1:0 von Garry O’Connor durch einen Abwehrfehler mitverschuldete.
Im Anschluss daran folgte ein ligainterner Wechsel zum SK Rapid Wien. 2007/08 gewann er mit dem Verein erstmals die österreichische Meisterschaft und kam in dieser Saison auf 35 Einsätze, in denen er 2 Treffer erzielte.
In den Spielzeiten 2008/09 bis 2010/11 stand er in 70 Partien für Rapid auf dem Platz und konnte dabei 4 Treffer erzielen.
Während der Saison 2011/12 gab der Verein dann bekannt, dass der auslaufende Vertrag von Patocka nicht mehr verlängert werde, wodurch dieser den Verein nach Saisonende verlassen musste. Daraufhin wechselte der Verteidiger zu Beginn der Saison 2012/13 zum SC Austria Lustenau. Von Sommer 2014 bis August 2016 war der nun in Raggal wohnhafte Wiener im Bregenzerwald beim FC Brauerei Egg als Spielertrainer tätig. Danach war er von 2016 bis 2018 als Spielertrainer des FC Schlins beschäftigt. Von 2013 bis 2024 engagierte er sich als Trainer im Nachwuchsbereich der SPG Großwalsertal (einem Zusammenschluss der Sportvereine des Großen Walsertals, zu denen auch seine neue Wohngemeinde zählt).

### Nationalmannschaft
Nach Ende der Saison 2007/08 wurde Jürgen Patocka in den österreichischen Kader für die Europameisterschaft 2008 einberufen, wenngleich er in den Vorbereitungsländerspielen 2008 nicht zum Einsatz kam und auch bei der EM keinen Einsatz verbuchen konnte.

## Erfolge

### Verein
- 1 × Österreichischer Meister: 2008
- 2 × Österreichischer Cupfinalist: 2006, 2007

### Nationalmannschaft
Teilnahme:
- Fußball-Europameisterschaft 2008